# هومر جونز (سياسي)
هومر جونز هو سياسي أمريكي، ولد في 3 سبتمبر 1893 في مقاطعة أودرين في الولايات المتحدة، وتوفي في 26 نوفمبر 1970 في بريميرتون في الولايات المتحدة. نشط حزبياً في الحزب الجمهوري.

## مناصب
- انتخب أمين الخزينة (1933 – 1937).
- انتخب نائب  [لغات أخرى]‏ (1929 – 1933).
- انتخب أمين الخزينة (1926 – 1929).
- انتخب عمدة (1924 – 1927).
- انتخب عضو  [لغات أخرى]‏ (1922 – 1924).
- انتخب عضو مجلس النواب الأمريكي [الإنجليزية]‏.